# باریک‌خرسک
باریک‌خرسک یا اولینگیتو (نام علمی: Bassaricyon neblina) پستانداری گوشتخوار از تیره خرسکیان (شامل راکون‌ها) است که در جنگل‌های آمریکای جنوبی از مرکز کلمبیا تا غرب اکوادور زندگی می‌کند. این جانور در اوت ۲۰۱۳ کشف شد و نامش (به اسپانیایی: Olinguito) از ترکیبی به معنای «باریک‌خرس کوچک» گرفته شد.

## توصیف
باریک‌خرسک وزنی نزدیک به ۹۰۰ گرم دارد که بنابراین کوچک‌ترین خرسکی است. این جانور نزدیک به ۹۰ درصد دی‌ان‌ای خود را با باریک‌خرس (اولینگو) مشترک دارد. این جانور همه‌چیزخوار–میوه‌خوار است و از میوه‌های درخت انجیر تغذیه می‌کند، با این حال از حشرات و شهد گل‌ها نیز می‌خورد.
طول بدن باریک‌خرسک ۳۵ سانتی‌متر است و دمش میان ۳۳ تا ۴۳ سانتی‌متر طول دارد. این جانور تک‌زی و شب‌زی است و به نظر می‌آید که به کل درخت‌پیما باشد. اندازه جنس نر و ماده یکسان است. باریک‌خرسک‌ها را تنها می‌توان در جنگل‌های بارانی شمال رشته‌کوه‌های آند در اکوادور و کلمبیا و در ارتفاع بالا یافت.

## کشف
باریک‌خرسک توسط تعدادی از پژوهشگران در موزه ملی تاریخ طبیعی موسسه اسمیتسونین در واشنگتن کشف شد. کاشف اصلی این گونه کریستوفر هلگن، جانورشناس، بود که با نگاه کردن به بازمانده‌های استخوان و پوست یکی از نمونه‌های این گونه که پیشتر در اختیار موزه ملی بوده‌است، پی به جدید بودن این گونه برد. اگرچه این گونه از بیش از صد سال پیش دیده شده بود، اما آن را با گونه دیگری به نام اولینگو اشتباه می‌گرفتند. نمونه‌ای از این جانور میان سال‌های ۱۹۶۷ تا ۱۹۷۶ در باغ‌وحش‌های متعددی در آمریکا گردانده شده بود تا هم نمایش داده شود و هم با دیگر اولینگوها زادآوری کند. با این حال آن نمونه هیچ گاه زادآوری نداشت چرا که گونهٔ ویژهٔ خود را در هیچ یک از آن سفرها پیدا نکرده بود.
تا کشف باریک‌خرسک، در ۳۵ سال گذشته هیچ حیوان گوشت‌خوار دیگری در نیم‌کره غربی کشف نشده بود. شناسایی این پستان‌دار، بیش از یک دهه طول کشید.